# Janez Sajevic
Janez (Ivan) Sajevic, slovenski kipar, slikar in likovni pedagog, * 21. oktober 1891, Stara vas, † 17. junij 1972, Ljubljana.

## Življenjepis
S slikanjem se je Sajevic ukvarjal že kot otrok, saj je slikal na očetove panjske končnice. Kasneje ga je oče poslal v Ljubljano na obrtnoumetnostno šolo, kjer ga je profesor Repič usmeril v kiparstvo. Izredni talent in dober učni uspeh sta Janezu Sajevicu prinesla štipendijo na dunajski likovni akademiji.
Že med študijem pri profesorju Mullnerju je iz črnega marmorja izklesal glavo »zamorca«, ter kasneje oblikoval znak za zgornjeavstrijske čebelarje. V tistem času se je začela prva svetovna vojna in Janez je bil skupaj s svojim bratom Antonom poslan na rusko fronto. Anton je v vojni padel, Janez pa je konec vojne dočakal v vojaškem ujetništvu.
V Postojno se je vrnil leta 1919 in začel poučevati risanje na tamkajšnji meščanski šoli. Po vzponu fašizma v Italiji je zapustil Postojno, ker bi moral tam poučevati v italijanščini, česar ni hotel. Kasneje je bil profesor risanja v Kranju in Celju ter na klasični gimnaziji v Ljubljani. Leta 1950 je postal profesor na šoli za umetno obrt v Ljubljani in kasneje postal tudi njen ravnatelj.

## Delo
Sajevic je kot kipar ustvarjal v kamnu, marmorju in bronu ter ustvaril mnogo portretov. Med njegova najpomembnejša kiparska dela sodijo kipi Miroslava Vilharja, kip Borisa Kidriča, ki ga je naredil za avlo Instituta "Jožef Stefan" ter kipi Josipa Broza Tita, Vladimirja Nazorja, Otona Župančiča, Frana Levstika, Simona Gregorčiča ter Aleksandra Sergejeviča Puškina.
Ukvarjal se je tudi s študijami živali in ustvaril več živalskih likov. 
V slikarstvu se je posvečal predvsem akvarelu, njegovi osnovni motivi pa so bili slovenski kraji s svojimi arhitekturnimi posebnostimi. 